# Crocidura shantungensis
Crocidura shantungensis är en däggdjursart som beskrevs av Miller 1901. Crocidura shantungensis ingår i släktet Crocidura och familjen näbbmöss. IUCN kategoriserar arten globalt som livskraftig.
Denna näbbmus förekommer i centrala och östra Kina (inklusive Taiwan) samt i Japan, på Koreahalvön och i sydöstra Ryssland. Habitatet varierar mellan halvöknar med en växtlighet av gräs, stäpper, skogskanter och lövskogar. I Japan hittas arten ofta vid vattendragens strandlinjer eller vid fältkanter som är täckta av buskar.
Arten blir 5,1 till 6,5 cm lång (huvud och bål) och har en 3,5 till 4,3 cm lång svans. Bakfötterna är 1,0 till 1,3 cm långa. Crocidura shantungensis är så en av de minsta arterna i släktet. Den har på ovansidan gråbrun päls och undersidan är mer gråaktig. Svansen är tjockast nära bålen och den blir mot slutet smalare. På svansen förekommer flera känselhår.

## Underarter
Arten delas in i följande underarter:
- C. s. quelpartis
- C. s. shantungensis